# Trombo hemostático
O trombo hemostático é gerado quando o organismo tenta coibir uma hemorragia. É constituído por plaquetas, que formam o corpo do trombo, e pequena quantidade de fibrina. Esse trombo é o responsável pela hemostasia sempre que vasos de pequeno calibre (arteríolas terminais) são lesionados.
Inicialmente, acontece um rompimento da parede do vaso, que por sua vez, é constituído por, células endoteliais, membrana basal e fibras de colágeno.
Esses três citados acima atraem plaquetas que liberam cálcio, e um fator denominado TXa2 que estimula a trombina a produzir rede de fibrina e assim, cessar o sangramento.
O ácido acetilsalicílico, ou aspirina, como é mais conhecido, impede a formação de Txa2 que auxilia na coagulação. Por isso pessoas que tiveram infarto agudo do miocárdio (IAM) precisam tomar aspirina regularmente.
As plaquetas também utilizam ATP para mudar sua morfologia, e o transformam em ADP, o que atrai mais plaquetas, formando o trombo plaquetário, unido por rede de fibrina.